# Juan Cabeza de Vaca

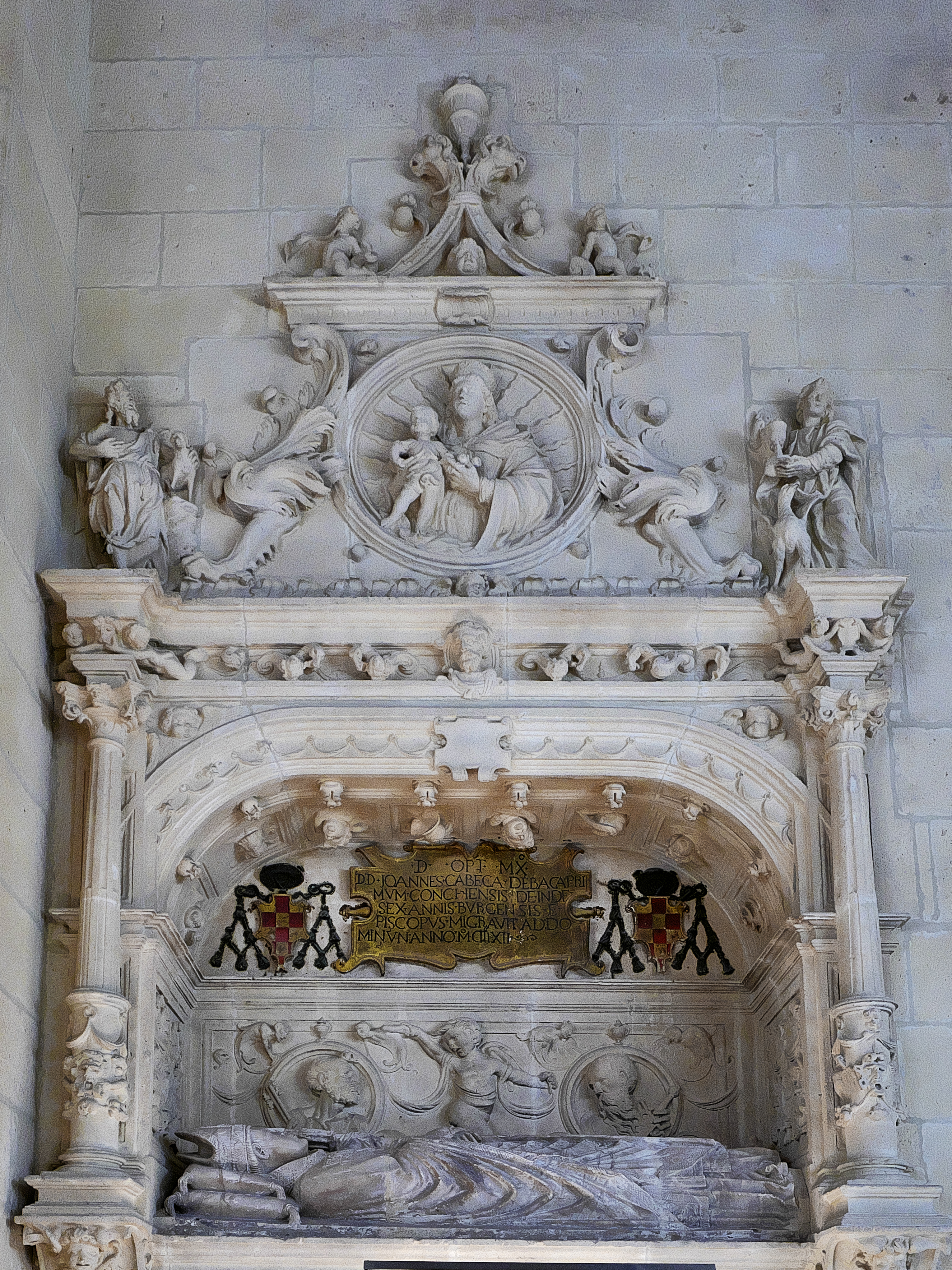
Sepulcro en la Catedral de Burgos

Juan Cabeza de Vaca (? - Burgos, 1412) fue un eclesiástico español, obispo de Cuenca
y de Burgos.
| Predecesor: Pedro Tenorio       | Obispo de Coímbra 1378-1384  | Sucesor: Martín Afonso de Miranda |
| Predecesor: Álvaro Martínez     | Obispo de Cuenca 1396-1403   | Sucesor: Juan                     |
| Predecesor: Juan de Villacreces | Obispo de Burgos 1407-1412 † | Sucesor: Alonso de Illescas       |